# F. H. Pownall
Frederick Hyde Pownall (22 de agosto de 1831 – 1907)  foi um arquiteto britânico. Ele foi agrimensor do condado de Middlesex por cerca de 45 anos e projetou igrejas anglicanas e católicas romanas.

## Vida

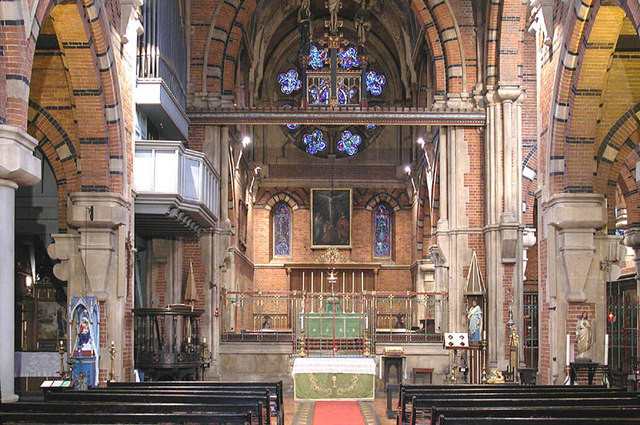
Interior de St Peter's, London Docks.

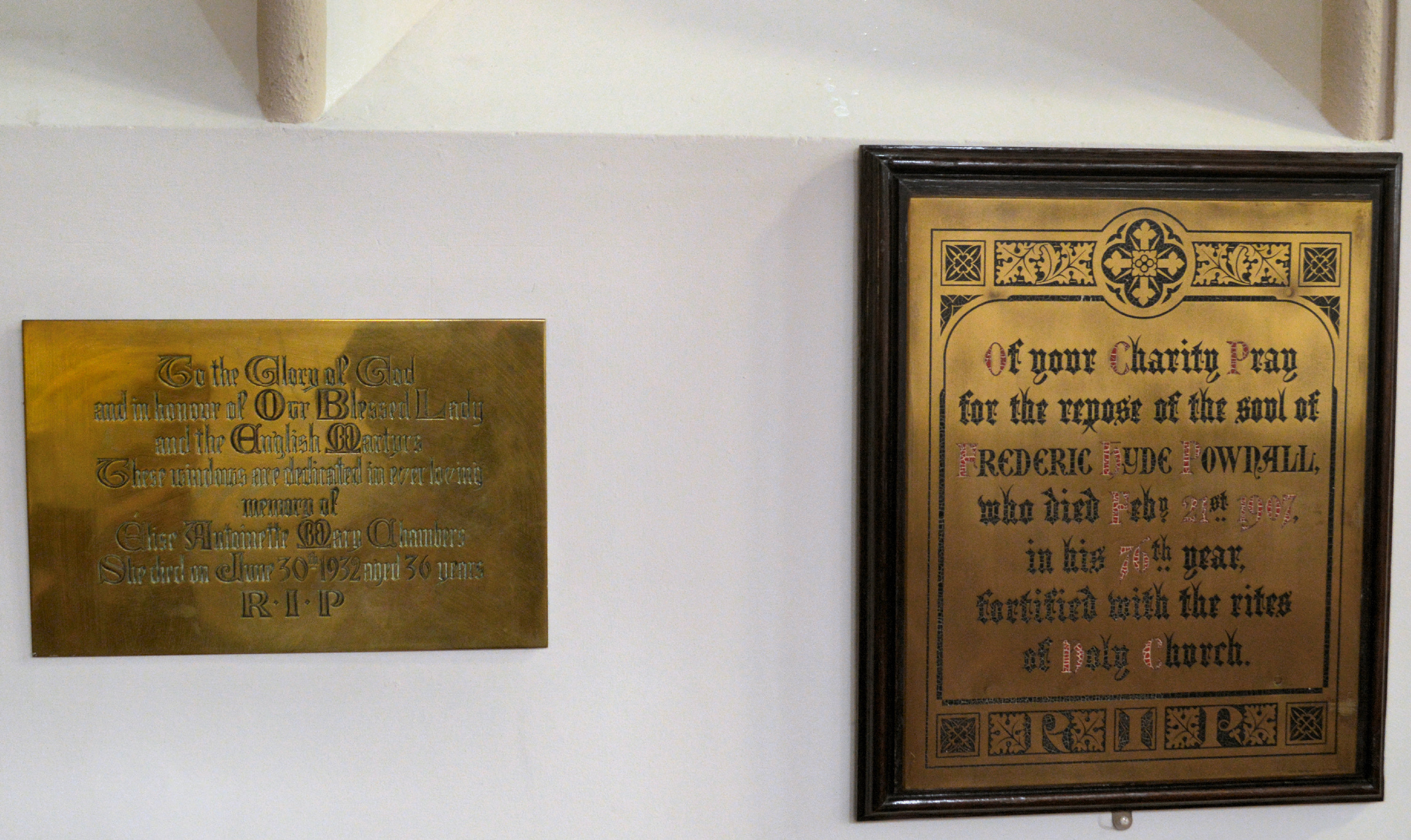
Memorial, Igreja de St James, Twickenham

Ele era filho de John George Henry Pownall (1792 – 1880), um magistrado, proprietário de terras e filantropo, e sua esposa Amelia Sophia Pownall (nascida Waterhouse). Ele foi educado na Stanmore and Rugby, antes de ser articulado ao arquiteto Samuel Daukes.
Ele foi o agrimensor do condado de Middlesex por cerca de 45 anos, primeiro sob os juízes de paz e depois, a partir de 1888, sob o recém-criado conselho municipal. Ele projetou o neo-Tudor Middlesex Guildhall construído na Praça do Parlamento em 1893, Isso foi mais tarde demolido para abrir caminho para o atual edifício de – por JS Gibson, que hoje abriga a Suprema Corte.
Pownall também foi responsável pelas alterações na Sessions House, Clerkenwell, a reconstrução da Prisão Coldbath Fields e a construção do Banstead Lunatic Asylum. Entre as igrejas que ele projetou estavam St Peter's, London Docks, Corpus Christi, Maiden Lane, Covent Garden e Sacred Heart Church and School, Holloway, todas em Londres, e St Dunstan's em Cheam.
Ele se aposentou de seus compromissos e consultório particular em 1898, e mudou-se para Twickenham, onde viveu até sua morte.
Pownall é registrado como tendo se convertido ao catolicismo romano em algum momento antes de 1885.
Ele exibiu seis trabalhos na Royal Academy entre 1852 e 1867.

## Família
Casou-se com Jane Todd em 1856, com quem teve seis filhos e três filhas. (Ela morreu em 1883 e ele teve um filho e duas filhas com sua segunda esposa.) Seu filho mais velho era o Rev. Canon Arthur Hyde Pownall (1857 – 1935); um filho mais novo, Gilbert Pownall, projetou grande parte do trabalho em mosaico da Catedral de Westminster. Seu filho mais novo, Hubert Joseph Pownall b 1891, foi morto na França em 1916

## Trabalho
- St Mary, Carleton-in-Craven, Yorkshire (Anglicana), 1858 – 59.[9]
- Alterações na Sessions House, Clerkenwell,[3] 1860. Pownall reformulou três lados do edifício, que antes eram tijolos à vista, com Portland Stone.[10]
- St Philip e St James, Whitton, Twickenham (anglicano), 1862.[11]
- Expansão da prisão de Coldbath Fields, em duas fases entre 1863 e 1870. Encerrado em 1885 e demolido.[12]
- St John Evangelist, Cononley, Yorkshire (anglicano) 1864.[13]
- St Peter's, London Docks (anglicana), consagrada em 1866.[14]
- Sacred Heart Convent, Hove, – agora Cardeal Newman Catholic School.[15]
- Sacred Heart Church and School, Holloway, Londres (Católica Romana) 1870.[16]
- Corpus Christi Igreja, Maiden Lane, Covent Garden (católica romana), 1873 – 74.[17]
- Mosteiro da Santíssima Trindade, Notting Hill, St. Charles Square (mosteiro carmelita ), 1877-1878.[18]
- Igreja e escola de St Thomas of Canterbury em Grays, Essex (Católica Romana), 1886.[19]
- Middlesex Guildhall, Parliament Square, Londres, 1893; demolido.
- Banstead Lunatic Asylum, 1877; demolido.